# Goniurellia longicauda
Goniurellia longicauda är en tvåvingeart som beskrevs av Amnon Freidberg 1980. Goniurellia longicauda ingår i släktet Goniurellia och familjen borrflugor. Inga underarter finns listade i Catalogue of Life.